# Akodon iniscatus
Akodon iniscatus és una espècie de mamífer rosegador de la família dels cricètids. Viu a l'Argentina i Xile. El seu hàbitat natural són els herbassars boscosos temperats, generalment dominats per plantes dels gèneres Atriplex i Cyclolepis. És una espècie en risc mínim, és a dir, no sembla que hi hagi cap amenaça significativa per a la seva supervivència. El seu nom específic, iniscatus, significa ‘intel·ligent des de l'origen’ en llatí.